# Poliedar
Poliedar (grč. poli -mnogo, edros - ploha) geometrijsko je tijelo omeđeno ravnim plohama odnosno poligonima. Te plohe se zovu strane. Dužine u kojima se sastaju dvije susjedne strane poliedra se zovu bridovi poliedra, a točke u kojima se sastaju susjedni bridovi su vrhovi poliedra. Prostorna dijagonala poliedra je dužina koja spaja dva vrha na raznim stranama poliedra.
Ako sve prostorne dijagonale poliedra leže unutar tog poliedra onda je on konveksan.

## Analogija s poligonima
Kako se svaki poligon da razbiti u trokute, tako se svaki poliedar može razbiti na tetraedre. Dokažimo to. Prvi dio tvrdnje je očit, no zbog lakšeg shvaćanja drugog dijela tvrdnje dokazat ćemo oba slučaja. Zamislimo točku unutar {\displaystyle {n}}-terokuta. Povezivanjem te točke sa svim vrhovima mnogokuta dobili smo {\displaystyle {n}} trokuta. Sada iz ravnine prijeđimo u prostor. Analogno, zamislimo točku unutar {\displaystyle {n}}-stranog poliedra. Povezivanjem te točke sa svakom stranom poliedra, dobili smo {\displaystyle {n}} piramida s bazama kao stranama poliedra. Dakle, povezivanjem vrha piramide sa svakim dobivenim trokutom, dobivamo da se poliedar s {\displaystyle {n}} strana može razbiti na najviše {\displaystyle {n^{2}}} tetraedara (naravno, ne možemo bazu tetraedra kasnije razbijati opet na trokute, kao ni što trokute koje dobijemo razbijanjem poligona nećemo opet dijeliti na manje trokute).
Ovom jednostavnom metodom se koristimo i pri izračunavanju volumena kugle, koja, kao što krug nije poligon, nije poliedar, uz infinitezimalno malo pogrešnu aproksimaciju.

## Nazivlje
Poligoni (grč. gon - kut) se u našem jeziku nazivaju mnogokuti, analogija za poliedre u hrvatskome bila bi mnogoplošnjaci, ali to je van upotrebe zbog istoimene skupine životinja.

## Pravilni poliedri
Pravilni poliedri su poliedri kome su sve strane i svi bridovi sukladni. Iz definicije proizilazi da su strane pravilni mnogokuti.

### Vrste pravilnih poliedara
|  |  |  |  |  |
Postoji 5 vrsta pravilnih konveksnih poliedara:
TetraedarStrane su mu 4 trokuta, ima 6 bridova i 4 vrha
Kocka (heksaedar)Strane su joj 6 kvadrata, ima 12 bridova i 8 vrhova
OktaedarStrane su mu 8 trokuta, ima 12 bridova i 6 vrhova
DodekaedarStrane su mu 12 peterokuta, ima 30 bridova i 20 vrhova
IkozaedarStrane su mu 20 trokuta, ima 30 bridova i 12 vrhova